# Terra e água

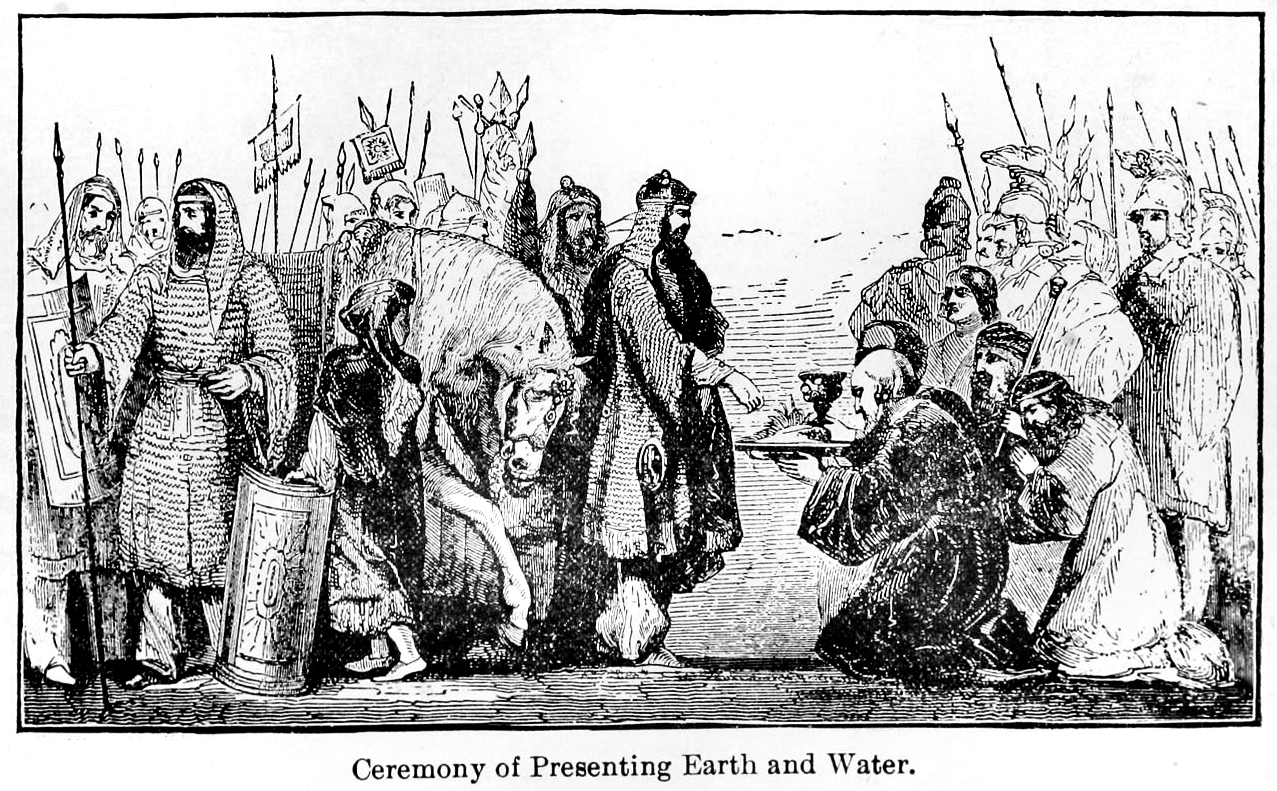
Cerimônia de oferenda de terra e água

Terra e água (em grego antigo: γῆ καί ὕδωρ, transl. ge kai hydor) é uma frase usada pelo historiador grego Heródoto em seus escritos para representar a exigência feita pelos persas às cidades e povos que se rendiam ao seu domínio.

## Utilização nas Histórias de Heródoto
No livro 4 de suas Histórias, Heródoto menciona pela primeira vez o termo terra e água, na resposta do rei Idantirso dos citas ao rei Dario I.
No livro 5 relata que Dario teria enviado arautos exigindo terra e água do rei Amintas I da Macedônia.
No livro 6 Dario envia arautos por toda a Hélade, exigindo terra e água para o rei.

## Interpretação
A exigência de terra e água simbolizava que aqueles que se estregavam aos persas abriam mão de todos os seus direitos sobre suas terras e os produtos delas. Dar terra e água simbolizava que reconheciam a autoridade persa sobre tudo; até mesmo suas vidas pertencia ao rei dos persas. Negociações então eram realizadas, para especificar as obrigações e os benefícios dos vassalos.
A frase simboliza, mesmo no grego moderno, a rendição incondicional a um conquistador.
De acordo com o historiador atual J. M. Balcer, a importância da terra e da água se devia a serem símbolos do zoroastrismo, religião oficial do Império Aquemênida. "Arautos persas viajavam por toda a Grécia, exigindo o reconhecimento da soberania persa e dos símbolos zoroastristas da terra e da água, as marcas da vassalagem."